# FIA Groupe R-GT
Le Groupe R-GT, ou parfois Groupe RGT, est la catégorie relative aux voitures Grand Tourisme dans le règlement de la FIA en rallye. Cette catégorie a été créée en 2011 et, depuis 2014, il est possible de faire homologuer des véhicules individuels. Une homologation pour des modèles de voiture spécifiques n'est plus nécessaire.
Au niveau international, les voitures homologuées R-GT concourent dans la Coupe FIA R-GT, qui fait partie des épreuves ERC et WRC.

## Règlements techniques
Les règlements techniques sont décrits à l'annexe J, article 256 de la réglementation sportive de la FIA.

### Contraintes principales
- La production minimale de la voiture de série exigée est de 200 exemplaires en 12 mois consécutifs et concerne des modèles de voitures identiques destinées à la vente normale à la clientèle.
- Les voitures GT doivent comporter deux roues motrices uniquement. Les voitures avec quatre roues motrices peuvent être utilisées comme base, mais doivent être transformées en une version 2 roues motrices pour être homologuées.
- Le tableau de bord doit rester d'origine.
- 6 phares supplémentaires au maximum, y compris les relais correspondants, sont autorisés dans la mesure où les lois du pays l'acceptent.
- La puissance de toutes les voitures est limitée selon un rapport poids/puissance minimum de 3,4 kg/ch (4,6 kg/kW) dans tous les rallyes internationaux.

## Histoire

### Lotus Exige R-GT

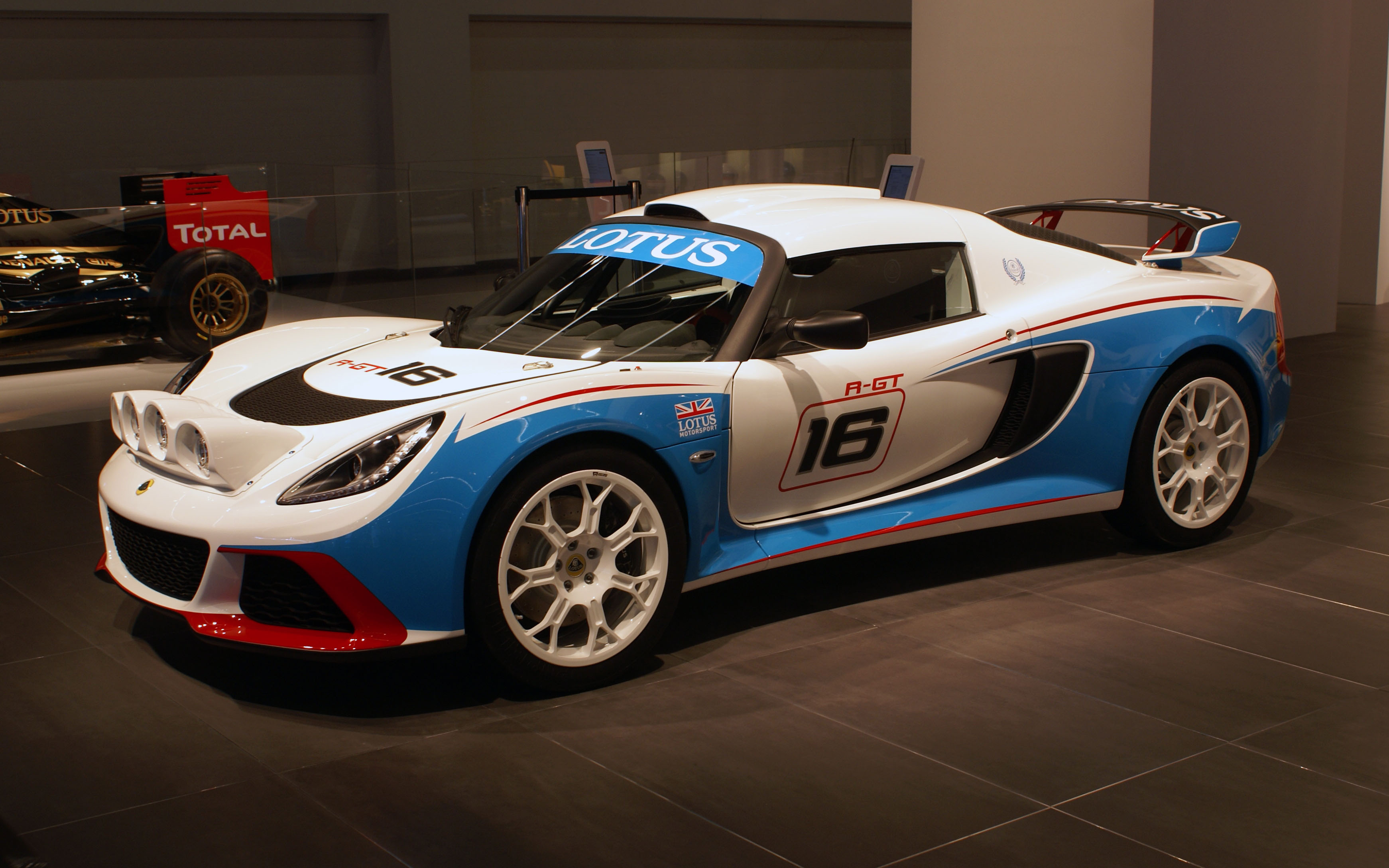
Lotus Exige R-GT

Lotus a présenté une version R-GT dérivée de la Lotus Exige S au Salon de l'automobile de Francfort 2011, mais ce n'est qu'en juillet 2012 que la FIA a délivré l'homologation pour concourir dans la catégorie R-GT Elle a été engagée pour la première fois fin juillet au Rally Vinho de Madère, avec le pilote portugais Bernardo Sousa. Après avoir affiché des temps d'étape dans les dix premiers pour les deux premières spéciales, ils ont dû se retirer dans la troisième étape à cause d'un accident causé par un bug électronique.. Après cela, elle n'a jamais plus pris part à aucune compétition en rallye international.

### Passeports techniques pour les voitures individuelles
Depuis 2014, la FIA délivre des passeports techniques individuels pour les voitures qui sont conformes aux règlements R-GT.
La première a été Marc Duez et sa Porsche 996 GT3 pour le Rallye Monte-Carlo 2014. Il a réalisé un parcours respectable mais a été contraint au retrait le dernier jour.
Au Rallye d'Allemagne 2014, Richard Tuthill a couru avec une Porsche 997 modifiée et a fini à la 27e place sur 63 voitures classées. C'était la première fois qu'une Porsche passe la ligne d'arrivée dans un Championnat du monde des rallyes WRC depuis 1986.

### Coupe FIA R-GT
En 2015, la première coupe internationale des voitures R-GT, organisée par la FIA, a eu lieu. La première saison s'est déroulée sur cinq rallyes asphalte parmi les épreuves de WRC et ERC : Rallye Monte-Carlo, Rallye d'Ypres, Rallye d'Allemagne, Rallye International du Valais et Tour de Corse.
Le championnat a été gagné par François Delecour dans un Tuthill-préparé Porsche 997.
En 2016, la Coupe R-GT n'a pas été disputée en raison du manque de participants. En 2017, avec l'homologation de l'Abarth 124 R-GT, l'intérêt a augmenté à nouveau. La première course en catégorie FIA R-GT sera le Rallye Monte-Carlo 2017 avec 4 voitures engagées dans cette catégorie, une Porsche 997 GT3 et 3 Abarth 124 Rally.

### Abarth 124 R-GT

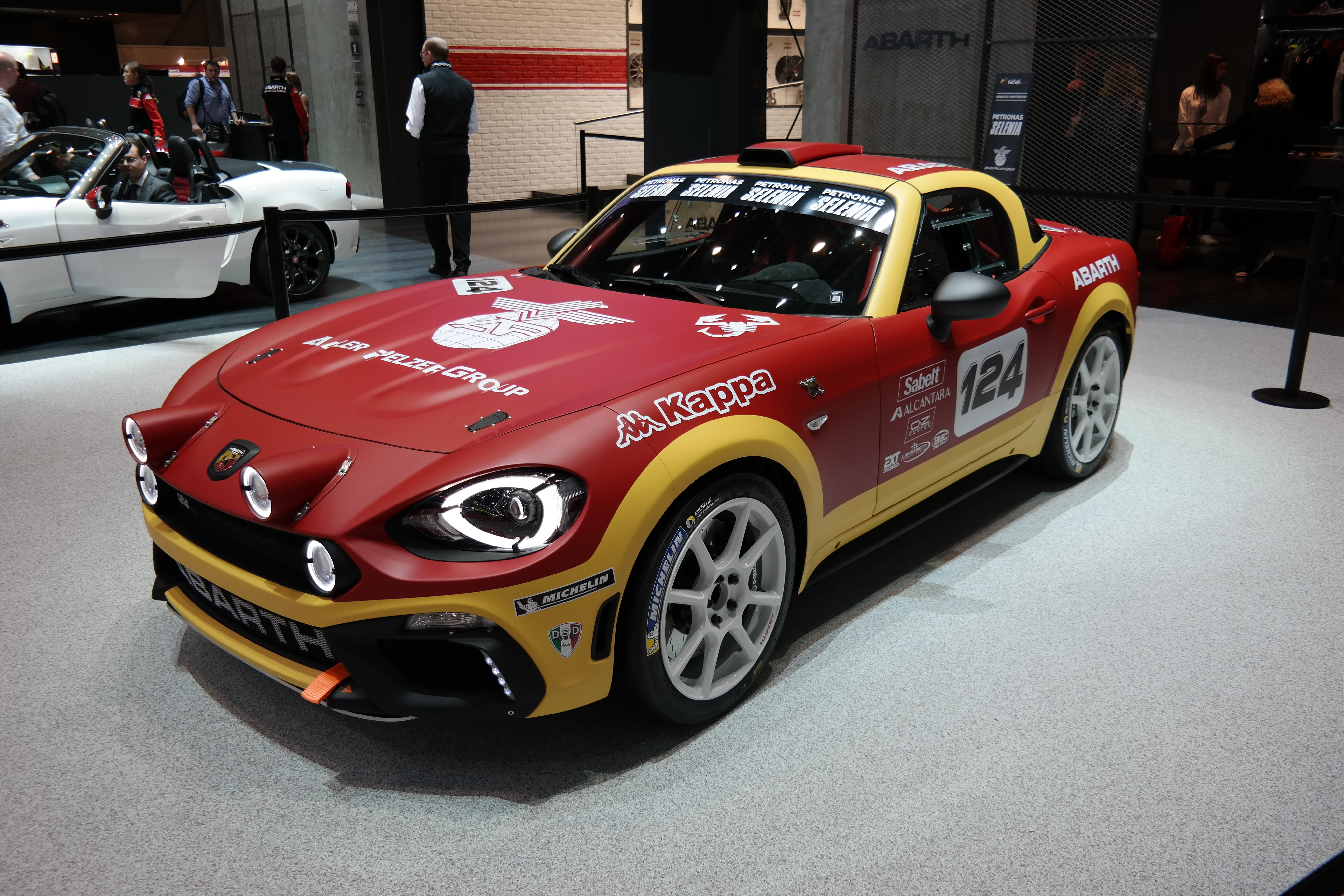
Abarth 124 R-GT

Lors du Salon de l'automobile de Genève 2016, Abarth a présenté sur son stand un prototype de la future Abarth 124 Rally R-GT, qui a fait ses débuts en compétition au Rallye Monte-Carlo 2017 avec 3 voitures pilotées par François Delecour, Fabio Andolfi et Gabriele Noberasco.

### Alpine A110 R-GT
L'Alpine A110 Rally a été annoncée en mai 2019 et présentée officiellement lors du Rallye Mont-Blanc Morzine (5-7 septembre 2019). Elle a été homologuée par la FIA selon les spécifications du Groupe R-GT.

## Résultats

### Coupe R-GT 2015
La Coupe R-GT 2015 est la première édition de cette coupe dédiée aux GT de la catégorie R-GT.

### Coupe R-GT 2017
La Coupe R-GT 2017 est la deuxième édition de cette coupe dédiée aux GT de la catégorie R-GT.

### Autres vainqueurs de rallyes internationaux
| Saison | Course                       | Séries | Voiture                         | Pilote                          | Résultat                        |
| ------ | ---------------------------- | ------ | ------------------------------- | ------------------------------- | ------------------------------- |
| 2012   | Rallye de Madère             | ERC    | Lotus Exige R-GT                | Bernardo Sousa (en)             | retiré (accident)               |
| 2014   | Rallye Monte-Carlo           | WRC    | Porsche 996 GT3                 | Marc Duez                       | retiré (mécanique)              |
| 2014   | Rallye de Finlande           | WRC    | Porsche 997 GT3                 | Jani Ylipahkala                 | retiré (mécanique)              |
| 2014   | Rallye d'Allemagne           | WRC    | Porsche 997 GT3                 | Richard Tuthill                 | 27ème                           |
| 2014   | Rallye de France—Alsace 2014 | WRC    | Porsche 997 GT3 RS 4.0          | Romain Dumas                    | 19ème                           |
| 2014   | Rallye de France—Alsace 2014 | WRC    | Porsche 997 GT3                 | François Delecour               | 37ème                           |
| 2014   | Tour de Corse                | ERC    | Porsche 997 GT3 RS 4.0          | Romain Dumas                    | 5ème                            |
| 2015   | Rallye Monte-Carlo           | WRC    | 3 engagés en catégorie FIA R-GT | 3 engagés en catégorie FIA R-GT | 3 engagés en catégorie FIA R-GT |
| 2015   | Circuit d'Irlande            | ERC    | Porsche 997 GT3                 | Robert Woodside                 | retiré                          |
| 2015   | Rallye d'Ypres               | ERC    | 4 engagés en catégorie FIA R-GT | 4 engagés en catégorie FIA R-GT | 4 engagés en catégorie FIA R-GT |
| 2015   | Rallye d'Allemagne           | WRC    | 2 engagés en catégorie FIA R-GT | 2 engagés en catégorie FIA R-GT | 2 engagés en catégorie FIA R-GT |
| 2015   | Tour de Corse                | WRC    | 2 engagés en catégorie FIA R-GT | 2 engagés en catégorie FIA R-GT | 2 engagés en catégorie FIA R-GT |
| 2015   | Rallye du Valais             | ERC    | 1 engagé en catégorie FIA R-GT  | 1 engagé en catégorie FIA R-GT  | 1 engagé en catégorie FIA R-GT  |
| 2016   | Rallye du Valais             | TER    | Porsche 997 GT3                 | Marc Valliccioni                | 9ème                            |
| 2017   | Tour de Corse                | WRC    | 2 engagés en catégorie FIA R-GT | 2 engagés en catégorie FIA R-GT | 2 engagés en catégorie FIA R-GT |
| 2017   | Rallye Monte-Carlo           | WRC    | 2 engagés en catégorie FIA R-GT | 2 engagés en catégorie FIA R-GT | 2 engagés en catégorie FIA R-GT |
| 2017   | Rallye des îles Canaries     | ERC    | Abarth 124 Rally                | Álvaro Muñiz                    | retiré                          |